# Aspilus diversus
Aspilus diversus är en skalbaggsart som beskrevs av Louis Albert Péringuey 1907. Aspilus diversus ingår i släktet Aspilus och familjen Cetoniidae. Inga underarter finns listade.